# Äulemer Kreuz
Das Äulemer Kreuz ist eine 1137,6 m ü. NHN hoch gelegene Passhöhe im Schwarzwald.

## Geographische Lage
Die Passstraße überquert einen vom Feldberg ausgehenden Höhenzug zwischen Kapellenkopf (1273 m) in Norden und Schnepfhalde (1290 m) im Süden. Sie verbindet die Orte Äule (im Osten) und Menzenschwand (im Westen), bzw. den Schluchsee und das Menzenschwander Tal.

## Name
Das Name Äulemer Kreuz geht auf ein Wegkreuz an der Passhöhe zurück, das nach dem nahegelegenen Ort Äule benannt ist. Auf amtlichen Landkarten wird der Name mit Äulener Kreuz oft falsch angegeben. 

## Tourismus

### Sommer
Am Äulemer Kreuz befinden sich mehrere Parkplätze, die Ausgangspunkte für Wanderungen im Feldberg- oder im Schluchseegebiet sind oder Aussichtsmöglichkeiten (ins Menzenschwander Tal) bieten.

### Winter
Im Winter ist die Passhöhe Ausgangspunkt zweier Langlaufloipen:
- Äulemer-Kreuz-Loipe (auch „Menzenschwander Spur“, 9,2 km) um Silberfelsen und Kapellenkopf bis zur Farnwitte (1235 m), mit Anschluss an die Loipen am Feldberg, Höhenunterschied 100 m, klassisch
- Habsbergspur Blasiwald (10,5 km, mit 3,5 km langer Verbindungsloipe zum Äulemer Kreuz) um den Oberen Habsberg (1274 m), Höhenunterschied 150 m, klassisch

Über Teile der beiden Loipen (von der Farnwitte (1235 m) bis zur Roßhütte (1205 m)) verläuft ein acht Kilometer langes Teilstück des 32 km langen Fernskiwanderwegs Hinterzarten–Schluchsee.

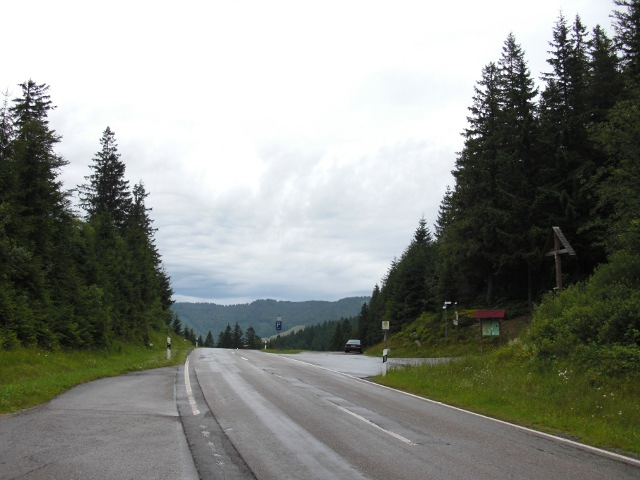
Passhöhe mit Bushaltestelle und Parkplatz. Das Äulemer Kreuz ist auf der rechten Seite zu erkennen
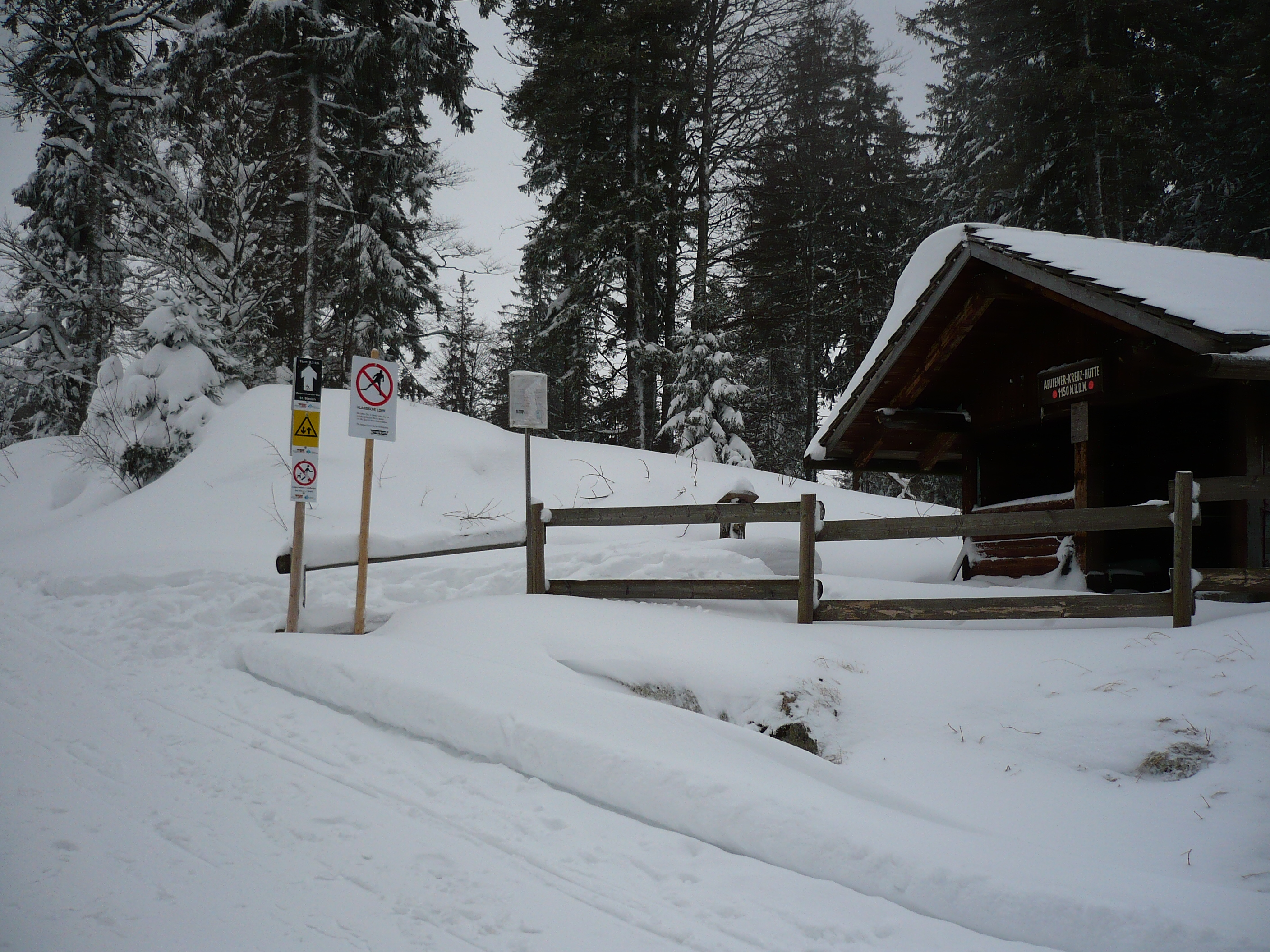
Loipenhaus am Langlaufzentrum Äulemer Kreuz
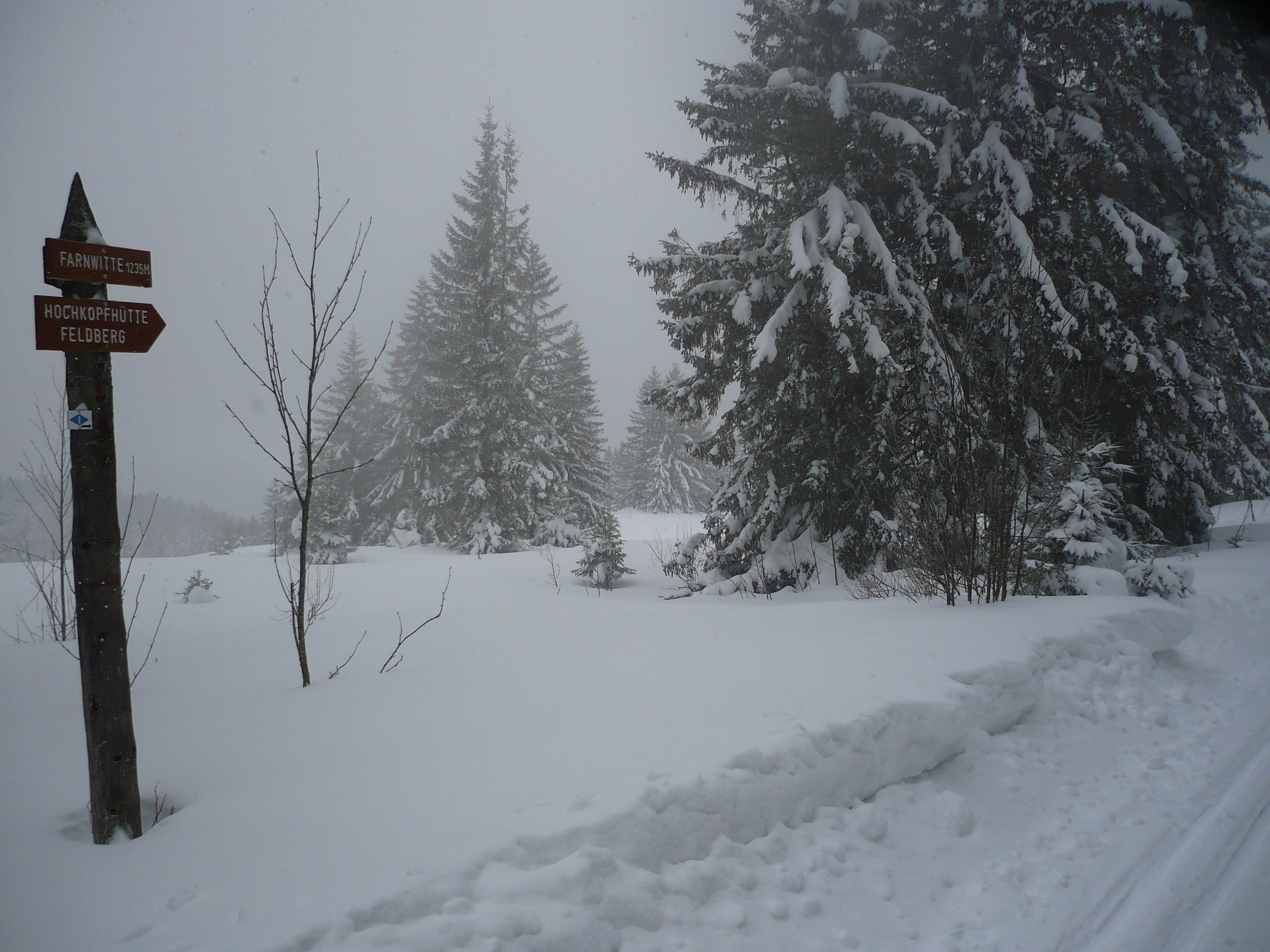
Die Farnwitte, eine Hochweide, am Umkehrpunkt der Äulemer-Kreuz-Loipe